# John Schofield
John McAllister Schofield (Gerry (New York), 29 september 1831 – St. Augustine (Florida), 4 maart 1906) was een Amerikaans generaal in de Amerikaanse Burgeroorlog en kort minister van oorlog.

## Levensloop
Schofield werd geboren in Chautauqua County in de Amerikaanse staat New York als zoon van een baptistische dominee. Hij ging naar de US Military Academy waar hij van afstudeerde in 1853. Tijdens de Amerikaanse burgeroorlog stond hij in het middelpunt van de St Louis Arsenal crisis tijdens de secessie van Missouri. 
Hij was kort minister van oorlog tijdens de presidentschappen van zowel Andrew Johnson als Ulysses Grant.
Hij stierf in Florida op 4 januari 1906 en ligt nu begraven op Arlington National Cemetery.

## Militaire loopbaan
- Cadet: 1 juli 1849 - 1 juli 1853[2]
- Brevet Second Lieutenant: 1 juli 1853[2]
- Second Lieutenant: 31 augustus 1853[2]
- First Lieutenant: 31 augustus 1855[2]
- Captain:  14 mei 1861: 11th infantry: afgewezen[2]
- Captain: 14 mei 1861: 1st Artillery[2]
- Major: 26 april 1861: 1st Missouri Volunteers[2]
- Major: 19 augustus 1861: Artillerie[2]
- Brigadier General of the U.S. Volunteers: 21 november 1861[2]
- Brigadier General of the Missouri Militia: 26 november 1861[2]
- Brigadier General of the Volenteers: 21 november 1861[2]
- Major General of the U.S. Volunteers: 29 november 1862[2]
- Brigadier General of the U.S. Army: 30 november 1864[2]
- Brevet Major General of the U.S. Army: 13 maart 1865[2]
- Mustered out of Volunteer Service: 1 september 1866[2]
- Major General of the U.S. Army: 4 maart  1869[2]
- Lieutenant General: februari 1895[3]

## Decoratie
- Medal of Honor op 2 juli 1892[4]